# Dierenpolitie
Dierenpolitie is de informele naam voor politieagenten van de Nederlandse politie die als taakaccenthouders speciaal aandacht hebben voor, en optreden tegen, dierenmishandeling. De dierenpolitie is bereikbaar via het landelijk meldnummer 144.
In het gedoogakkoord van 30 september 2010 tussen de VVD, het CDA en de PVV werd afgesproken dat er speciale agenten ter bestrijding van dierenleed zouden worden aangesteld. "Dierenmishandeling wordt harder aangepakt, onder meer door 500 'animal cops' (dierenpolitie)", aldus het akkoord. Deze aankondiging wekte commotie, zo reageerde korpschef Bernard Welten van Amsterdam met de voorspelling dat de tijd van de 'caviapolitie' — zoals hij de dierenpolitie smalend betitelde — ten koste zou gaan van de tijd van echt politiewerk.
Geert Wilders stelde bij bekendmaking van het plan voor de animal cops in 2008: "Een puppy die wordt doodgetrapt, een schaap dat in de wei wordt geslacht of verkrachte paarden en pony's, er zijn genoeg voorbeelden die een strenge en professionele aanpak rechtvaardigen".
De Partij voor de Dieren vond het initiatief van de animal cops in 2010 een van de weinige lichtpuntjes in het regeer- en gedoogakkoord, maar vreesde dat de inkrimping van de Nederlandse Voedsel- en Warenautoriteit en Algemene Inspectiedienst dieren in de intensieve veehouderij zeer zal benadelen. In juni 2011 vond Marianne Thieme het niet meer nuttig om mee te praten over de vormgeving van de dierenpolitie, omdat ondertussen was gebleken dat de animal cops niet onder het ministerie van landbouw gingen vallen.
Algemeen wordt aangenomen dat Dion Graus, PVV-Kamerlid en zelfverklaard dierenvriend, achter de animalcops-concessie in het gedoogakkoord zit.
Dagblad De Pers berichtte in oktober 2011 dat de dierenpolitie niet aan het werk gaat in de agrarische sector — dat blijft het domein van de inspectiediensten — en dat in de opleiding van de dierenpolitie nauwelijks aandacht wordt besteed aan dierenwelzijn. Verder bleek uit de door De Pers in het kader van de Wet openbaarheid van bestuur opgevraagde informatie dat de PVV-Kamerleden persoonlijk achter de opleidingsplannen van het ministerie van Justitie zaten.
Aan de politieke samenwerking tussen regeringspartijen VVD en CDA en gedoogpartner PVV kwam op 21 april 2012 een eind en twee dagen later viel het kabinet-Rutte I. Kort daarop, op 26 april, werd het zogeheten Lente- of Kunduzakkoord gesloten tussen de twee regeringspartijen en D66, GroenLinks en ChristenUnie. Hierin werd het plan voor een dierenpolitie gedeeltelijk teruggedraaid. De reeds ongeveer 180 opgeleide politiemensen worden thans volledig ingezet als dierenpolitie. Nieuw personeel krijgt de mogelijkheid om naast het gewone politiewerk een gedeelte van hun werktijd in te zetten voor dierenwelzijn (taakaccent).